# Leptodactylus furnarius
Leptodactylus furnarius é uma espécie de anfíbio  da família Leptodactylidae.
Pode ser encontrada nos seguintes países: Brasil e Uruguai.
Os seus habitats naturais são: savanas húmidas, matagal húmido tropical ou subtropical, matagal tropical ou subtropical de alta altitude, campos de gramíneas de baixa altitude subtropicais ou tropicais sazonalmente húmidos ou inundados, marismas de água doce, marismas intermitentes de água doce, pastagens, plantações , jardins rurais e lagoas.
Está ameaçada por perda de habitat.